# Giovanni Argoli
Giovanni Argoli (Tagliacozzo, 1º luglio 1609 – 1660 circa) è stato un letterato ed erudito italiano.

## Biografia
Figlio di Andrea Argoli fu buon poeta latino e volgare, autore di opere erudite, elegie e idilli. La sua opera maggiore è il poema mitologico in dodici canti, L'Endimione, (Terni 1626), opera barocca sul modello dell'Adone di Giovan Battista Marino.

## Opere
- Giovanni Argoli, Idillio de la Bombace, e Seta. Trasformationi pastorali, Roma, nella stamperia della Cam. Apost., 1624.
- Giovanni Argoli, L'Endimione poema di Giouanni Argolo all'illustrissimo, & eccellentissimo sign. don Filippo Colonna, 1ª ed., Terni, nella stamperia di Tomasso Guerrieri, 1626.
- Giovanni Argoli, Epithalamium in nuptiis DD. Thaddaei Barberini & Annae Columnae. Il Minieri Riccio non registra alcuna edizione di questo Epitalamio; però sappiamo che si trova a pag. 141 della seconda parte dei Carmina diversorum poetarum raccolti per quell'occasione da Andrea Brogiotti ed editi a Roma, apud Impressores Camerales, 1629, in 8°.
- Iatro-laurea G. Naudaei Parisini Graeco carmine inaugurata a L. Allatio, Latine reddita a B. Tortoletto et. J. Argolo, Romae, typis Iacobi Mascardi, 1633.
- Onuphrii Panvinii Veronensis De Ludis Circensibus Libri II - De Triumphis Liber unus - Quibus universa fere Romanorum veterum sacra, ritusque declarantur, ac figuris aeneis illustrantur, cum notis J. Argoli J.U.D. et additamento N. Pinelli, Padova, typis P. Frambotti, 1642. Riedita in:  Johann Georg Graeve (a cura di), Thesaurus antiquitatum romanarum, IX, Leida, Petrus van der Aa, 1699.
- De lapide speculari veterum, de Gypso in Herculis Clypeo, et de impostura lapidis indici apud Thuanum, in De Quaesitis Per Epistolas a Claris Viris Responsa Fortunii Liceti, Bologna, typis Nicolai Tebaldini, 1640,  pp. 112 e segg.
- Epistola ad Jacobum Philippum Tomasinum de templo Dianae Nemorensis, in: Giacomo Filippo Tomasini, De donariis ac tabellis votivis liber singularis, Padova, 1654 in-4 pag. 13 e segg.; riedita in:  Johann Georg Graeve (a cura di), Thesaurus antiquitatum romanarum, XII,  pp. 751 e segg.